# 경기도지사
경기도지사(京畿道知事)는 경기도의 행정 사무를 총괄하는 광역지방자치단체장이다. 행정안전부 산하의 기관으로, 행정안전부장관의 관리를 받는다.

## 역대 도지사

### 조선시대
조선 초에는 안렴사라 하였다. 1413년까지 경기좌도와 경기우도로 나뉘어 각 도에 임명되었는데, 한 명이 좌우도를 모두 담당하기도 하였다. 조선 초에는 고려의 안렴사 제도를 이어받아 태조가 도관찰출척사(都觀察黜陟使)라 하였고, 태종 때부터 관찰사(觀察使)의 직책이 1910년까지 유지됐다. 임기는 처음엔 6개월에서 1년, 마지막에 2년으로 늘어나 총 500여명의 관찰사가 있었다. 마지막 관찰사는 1908년에 임명된 김사묵이다.

### 일제강점기
| 호적   | 이름              | 한자 표기   | 취임             | 퇴임             | 비고                            |
| ------ | ----------------- | ----------- | ---------------- | ---------------- | ------------------------------- |
| 내지인 | 히가키 나오스케   | 檜垣 直右   | 1910년 10월 1일  | 1916년 3월 28일  | 경기도장관                      |
| 내지인 | 마쓰나가 다케키치 | 松永 武吉   | 1916년 3월 28일  | 1919년 9월 26일  | 장관, 1919년 8월부터 경기도지사 |
| 내지인 | 구도 에이이치     | 工藤 英一   | 1919년 9월 26일  | 1923년 2월 24일  |                                 |
| 내지인 | 도키자네 아키호   | 時實 秋穗   | 1923년 2월 24일  | 1926년 3월 8일   |                                 |
| 내지인 | 요네다 진타로     | 米田 甚太郞 | 1926년 3월 8일   | 1929년 1월 21일  |                                 |
| 내지인 | 와타나베 시노부   | 渡邊 忍     | 1929년 1월 21일  | 1931년 9월 23일  |                                 |
| 내지인 | 마쓰모토 마코토   | 松本 誠     | 1931년 9월 23일  | 1934년 11월 5일  |                                 |
| 내지인 | 도미나가 후미카즈 | 富永 文一   | 1934년 11월 5일  | 1936년 5월 21일  |                                 |
| 내지인 | 야스이 세이치로   | 安井 誠一郞 | 1936년 5월 21일  | 1936년 10월 16일 |                                 |
| 내지인 | 유노무라 다쓰지로 | 湯村 辰二郎 | 1936년 10월 16일 | 1937년 7월 3일   |                                 |
| 내지인 | 간자 요시쿠니     | 甘蔗 義邦   | 1937년 7월 3일   | 1940년 5월 30일  |                                 |
| 내지인 | 스즈카와 도시오   | 鈴川 壽男   | 1940년 5월 30일  | 1941년 11월 19일 |                                 |
| 내지인 | 마쓰자와 다쓰오   | 松沢 龍雄   | 1941년 11월 19일 | 1942년 4월 7일   |                                 |
| 내지인 | 단게 이쿠타로     | 丹下 郁太郎 | 1942년 4월 7일   | 1942년 6월 2일   |                                 |
| 내지인 | 고 야스히코       | 高 安彦     | 1942년 6월 2일   | 1943년 12월 1일  |                                 |
| 내지인 | 세토 미치카즈     | 瀬戸 道一   | 1943년 12월 1일  | 1945년 6월 16일  |                                 |
| 내지인 | 이쿠타 세이자부로 | 生田 清三郎 | 1945년 6월 16일  | 1945년 8월 15일  | 광복                            |

### 재조선미육군사령부군정청 경기도지사
| 선출 방식 | 대수 | 이름                                        | 임기                             | 비고             |
| --------- | ---- | ------------------------------------------- | -------------------------------- | ---------------- |
| 관선      | 초대 | 구자옥(具滋玉)                              | 1945년 8월 16일~1945년 9월 12일  |                  |
| 관선      | 2대  | 윌리엄 B. 마이어스 (William Bradford Myers) | 1945년 9월 12일~1945년 11월 23일 | 현역 미육군 소령 |
| 관선      | 3대  | 모리스 루트 워크 (Maurice Lutwack)          | 1945년 11월 23일~1946년 5월 18일 | 현역 미육군 중령 |
| 관선      | 4대  | 찰스 앤더슨 (Charles A. Anderson)           | 1946년 5월 18일~1947년 2월 15일  | 현역 미육군 대령 |

### 경기도지사
| 선출 방식 |  | 대수     | 이름           | 임기                             | 정당                                                                                    | 도정구호                                | 도정방침 |
| --------- |  | -------- | -------------- | -------------------------------- | --------------------------------------------------------------------------------------- | --------------------------------------- | --- |
| 민선      |  | 초대     | 구자옥(具滋玉) | 1946년 2월 15일~1949년 1월 10일  |                                                                                         |                                         | 애국애족, 질서확립, 민주행정, 보건향                                                                           |
| 관선      |  |          | 구자옥(具滋玉) | 1949년 1월 10일~1950년 7월 30일  |                                                                                         |                                         | 애국애족, 질서확립, 민주행정, 보건향                                                                           |
| 관선      |  | 권한대행 | 손영기(孫永琦) | 1950년 7월 30일~1950년 10월 12일 |                                                                                         |                                         | |
| 관선      |  | 2대      | 이해익(李海翼) | 1950년 10월 13일~1952년 9월 11일 |                                                                                         |                                         | 기강확립, 부흥건설, 대민행정, 치산치수                                                                         |
| 관선      |  | 3대      | 김영기(金英基) | 1952년 9월 12일~1953년 11월 22일 |                                                                                         |                                         | 행정의 민주화, 도의앙양, 생산의 극대화, 성실봉공                                                               |
| 관선      |  | 4대      | 이익흥(李益興) | 1953년 11월 23일~1956년 5월 21일 |                                                                                         |                                         | 정신무장, 산업증강, 서정쇄신, 사회계발, 전재부흥                                                               |
| 관선      |  | 5대      | 최헌길(崔獻吉) | 1956년 5월 26일~1960년 5월 11일  |                                                                                         |                                         | 기강확립, 행정쇄신, 민심수습, 치안확보                                                                         |
| 관선      |  | 6대      | 최문경(崔文卿) | 1960년 5월 12일~1960년 10월 7일  |                                                                                         |                                         | 국가관 확립, 지방재정확립, 행정능률화, 산업증강                                                                |
| 관선      |  | 7대      | 윤원선(尹源善) | 1960년 10월 7일~1960년 12월 28일 |                                                                                         |                                         | 인화, 실천, 진취                                                                                               |
| 민선      |  | 8대      | 신광균(申光均) | 1960년 12월 29일~1961년 5월 24일 | 민주당                                                                                  |                                         | 민의존중, 산업증강, 복지증진, 행정쇄신                                                                         |
| 관선      |  | 9대      | 박창원(朴昌源) | 1961년 5월 24일~1963년 12월 16일 |                                                                                         |                                         | 농촌경제발전, 향토건설추진, 관기확립, 교육이론확립, 국가예산절약                                               |
| 관선      |  | 10대     | 이흥배(李興培) | 1963년 12월 19일~1964년 7월 8일  |                                                                                         |                                         | 이덕치민, 관기확립, 안거낙업, 치안확립, 인화단결                                                               |
| 관선      |  | 11대     | 박태원(朴泰元) | 1964년 7월 8일~1968년 9월 4일    |                                                                                         |                                         | 민의존중, 외유내강, 실천과 확인, 인화단결                                                                      |
| 관선      |  | 12대     | 남봉진(南鳳振) | 1968년 9월 4일~1971년 6월 12일   |                                                                                         |                                         | 도민소득증대, 사회질서확립, 주민본위행정                                                                       |
| 관선      |  | 13대     | 김태경(金泰卿) | 1971년 6월 12일~1972년 6월 30일  |                                                                                         |                                         | 생산행정, 질서행정, 대화행정                                                                                   |
| 관선      |  | 14대     | 손수익(孫守益) | 1972년 6월 30일~1973년 1월 15일  |                                                                                         | 경기도를 사랑하자                       | 증거로 행정, 사랑으로 봉사                                                                                     |
| 관선      |  | 15대     | 조병규(趙炳奎) | 1973년 1월 16일~1976년 10월 12일 |                                                                                         | 건강한 새경기                           | 잘사는 도민, 알찬 행정, 정의로운 사회                                                                          |
| 관선      |  | 16대     | 손재식(孫在植) | 1976년 10월 12일~1980년 1월 16일 |                                                                                         | 명예로운 선진경기                       | 효과추구행정, 도민본위행정, 발전지향행정                                                                       |
| 관선      |  | 17대     | 김주남(金周南) | 1980년 1월 17일~1980년 9월 2일   |                                                                                         | 약진하는 선진경기                       | 활기찬 지역개발, 성실한 대민봉사, 명랑한 질서확립                                                              |
| 관선      |  | 권한대행 | 채재영(蔡在榮) | 1980년 9월 3일~1980년 9월 8일    |                                                                                         |                                         | |
| 관선      |  | 18대     | 염보현(廉普鉉) | 1980년 9월 9일~1983년 10월 14일  |                                                                                         | 새시대 새경기                           | 참여와 단합, 질서와 안정, 복지와 개발, 창의와 능률                                                             |
| 관선      |  | 19대     | 김태호(金泰鎬) | 1983년 10월 15일~1984년 10월 9일 |                                                                                         | 새시대 새경기                           | 화합안정과 정착, 책임봉사의 실천, 복지개발의 확충, 문화예술의 진흥                                             |
| 관선      |  | 20대     | 이해구(李海龜) | 1984년 10월 10일~1986년 1월 8일  |                                                                                         | 화합으로 영광경기                       | 책임으로 지역안정, 창의로 헌신봉사, 특성있는 균형개발, 향토애로 문화창달                                       |
| 관선      |  | 21대     | 김용래(金庸來) | 1986년 1월 9일~1987년 12월 29일  |                                                                                         | 약진하는 복지경기건설                   | 도민화합과 사회안정의 공고화, 균형개발과 소득기반의 확충, 문화창달과 애향심의 함양, 개발행정체제와 능력의 강화 |
| 관선      |  | 22대     | 임사빈(任仕彬) | 1987년 12월 30일~1990년 6월 20일 |                                                                                         | 신뢰·동참·발전 정직한 행정              | 대화합 단결, 균형된 개발, 질서와 안정                                                                          |
| 관선      |  | 23대     | 이재창(李在昌) | 1990년 6월 21일~1992년 4월 20일  |                                                                                         | 으뜸경기 마음도 함께 보람도 함께        | - 자긍·화합·번영 - 주민생활의 안정, 균형발전의 실현, 자치역량의 제고, 문화예술의 창달                          |
| 관선      |  | 24대     | 심재홍(沈載鴻) | 1992년 4월 21일~1993년 3월 3일   |                                                                                         | 으뜸경기 마음도 함께 보람도 함께        | 신뢰받는 민주행정, 활력있는 지역경제, 풍요로운 복지균점, 조화로운 문화창달                                     |
| 관선      |  | 25대     | 윤세달(尹世達) | 1993년 3월 4일~1994년 3월 6일    |                                                                                         | 정직한 도정 잘사는 새경기               | - 신뢰·화합·성실 - 정직한 행정, 활기찬 경제, 안정된 사회, 건전한 문화                                          |
| 관선      |  | 26대     | 임경호(林敬鎬) | 1994년 3월 7일~1994년 12월 25일  |                                                                                         | 정직한 도정 잘사는 새경기               | - 활기찬 새경기 - 생활편익행정, 지역균형개발, 사회안정추구                                                     |
| 관선      |  | 27대     | 김용선(金鎔善) | 1994년 12월 26일~1995년 2월 20일 |                                                                                         | 깨끗한 도정 세계 속의 경기              | 참된 봉사행정, 밝은 민주사회, 힘찬 선진경제, 고른 지역개발                                                     |
| 관선      |  | 28대     | 이해재(李海載) | 1995년 2월 21일~1995년 6월 30일  |                                                                                         | 깨끗한 도정 세계 속의 경기              | 참된 봉사행정, 밝은 민주사회, 힘찬 선진경제, 고른 지역개발                                                     |
| 민선      |  | 29대     | 이인제(李仁濟) | 1995년 7월 1일~1997년 9월 18일   | 민주자유당(1995) 신한국당(1995~1997) 무소속(1997)                                       | 일등 경기, 일류 한국                    | 경제제일, 환경우선, 문화근본                                                                                   |
| 민선      |  | 권한대행 | 임수복(林秀福) | 1997년 9월 19일~1998년 6월 30일  |                                                                                         |                                         | 행정부지사 |
| 민선      |  | 30대     | 임창열(林昌烈) | 1998년 7월 1일~1999년 7월 31일   | 새정치국민회의(1998~1999)                                                               | 21세기 도전, 창조, 희망의 경기          | 경제회생, 규제혁파, 도정혁신, 균형발전, 삶의 질 향상                                                           |
| 민선      |  | 권한대행 | 권호장(權皓章) | 1999년 8월 1일~1999년 10월 17일  | -                                                                                       |                                         | 행정1부지사 |
| 민선      |  | -        | 임창열(林昌烈) | 1999년 10월 18일~2002년 6월 30일 | 무소속(1999~2002) 새천년민주당(2002)                                                    | 21세기 도전, 창조, 희망의 경기          | 경제회생, 규제혁파, 도정혁신, 균형발전, 삶의 질 향상                                                           |
| 민선      |  | 31대     | 손학규(孫鶴圭) | 2002년 7월 1일~2006년 6월 30일   | 한나라당                                                                                | 세계 속의 경기도                        | 동북아 경제중심, 통일의 전진기지, 쾌적한 삶의환경, 선진 교육·문화                                              |
| 민선      |  | 32대     | 김문수(金文洙) | 2006년 7월 1일~2010년 6월 30일   | 한나라당(2006~2012) 새누리당(2012~2014)                                                 | 경기도가 대한민국의 미래를 엽니다.      | 앞서가는 경기도, 편리한 경기도, 잘사는 경기도, 매력있는 경기도                                                 |
| 민선      |  | 33대     | 김문수(金文洙) | 2010년 7월 1일~2014년 6월 30일   | 한나라당(2006~2012) 새누리당(2012~2014)                                                 | 경기도가 대한민국의 미래를 엽니다.      | 앞서가는 경기도, 편리한 경기도, 잘사는 경기도, 매력있는 경기도                                                 |
| 민선      |  | 34대     | 남경필(南景弼) | 2014년 7월 1일~2018년 6월 30일   | 새누리당(2014~2016) 무소속(2016~2017) 바른정당(2017~2018) 무소속(2018) 자유한국당(2018) | 굿모닝 경기, 함께 만드는 미래 NEXT 경기 | 일자리 넘치고 따뜻하고 안전한 경기도                                                                           |
| 민선      |  | 35대     | 이재명(李在明) | 2018년 7월 1일~2021년 10월 25일  | 더불어민주당                                                                            | 새로운 경기, 공정한 세상                | |
| 민선      |  | 권한대행 | 오병권(吳秉權) | 2021년 10월 26일~2022년 6월 30일 |                                                                                         |                                         | 행정1부지사 |
| 민선      |  | 36대     | 김동연(金東兗) | 2022년 7월 1일~                  | 더불어민주당                                                                            | 변화의 중심, 기회의 경기                | |

## 같이 보기
- 경기도지사 선거
- 경기도청
- 경기도 부지사